# Реактивный элемент
Реактивный элемент — сосредоточенный электрический элемент (радиодеталь), конструктивный элемент (например, распределённая индуктивность) или иное электротехническое устройство, способное накопить энергию электрического или магнитного поля, подведённую к нему в виде напряжения или тока от генератора, и затем отдать её в нагрузку.
Известно два типа таких устройств:
- Реактивный элемент, запасающий энергию электрического поля и электрический заряд — конденсатор (характеризуется ёмкостью).
- Реактивный элемент, запасающий энергию магнитного поля — катушка индуктивности, дроссель (характеризуется индуктивностью).

Идеальный реактивный элемент отдаёт всю запасённую энергию без потерь, в противоположность активному элементу (резистору), который всю подведённую электроэнергию необратимо преобразует в тепловую.
Идеальный реактивный элемент может накопить бесконечное количество энергии. Реальные конденсаторы и дроссели не могут этого из-за нескольких причин, среди которых — пробой диэлектрика конденсатора, насыщение магнитопровода дросселя и другие. Реальные реактивные элементы также имеют неизбежные активные потери, что приводит к преобразованию некоторой части энергии в теплоту.